# デリングドゥ
デリングドゥ(Derring-Do)（1961年 - 1978年1月）は、イギリス産のサラブレッドである。1963年に2歳戦のコーンウォリスステークスなどを3勝し、この年のイギリス2歳馬のトップクラスの1頭となった。その後2年に渡り、イギリスの7ハロン（約1408メートル）から10ハロン（約2011メートル）の距離で活躍し、クイーンエリザベス2世ステークスやハンガーフォードステークス、ヴォルドーステークスなどに勝った。4歳の終わりに引退し、種牡馬として成功した。

## 出自
デリングドゥは東ヨークシャー(East Yorkshire)のバートン・アグネス(Burton Agnes)にある牧場で生まれた。白斑のない鹿毛馬である。父のダライアス(Darius)は1954年の2000ギニーと1955年のエクリプスステークスの優勝馬である。ダライアスの代表産駒にはオークス馬のパイア(Pia)やフランス1000ギニー優勝馬のポーラベラ(Pola Bella)がいる。デリングドゥの母は下級戦で2勝したシプシーブリッジ(Sipsey Bridge)といい、三代母ニアリー(Nearly)の子孫には2000ギニー勝馬のドユーン(Doyoun)やオークス馬アレクサンドロヴァ(Alexandrova)がいる。
1歳の時に、H・レンショー夫人(Mrs H Renshaw)の代理人がデリングドゥを1200ギニーで購買した。デリングドゥはオックスフォードシャーのワトコム(Whatcombe)に厩舎を持つアーサー・バジェット(Arthur Budgett)調教師に預けられた。デリングドゥの主戦騎手はオーストラリア出身のアーサー・"スコービー"・ブリースリー騎手(Scobie Breasley)である。

## 競走馬時代

### 2歳時（1963年）
デリングドゥのデビュー戦はサンダウン競馬場のナショナルステークス（5ハロン≒1005メートル）である。デリングドゥは2着に敗れたが、勝ったアイルランド牝馬のプールパーラー(Pourparler)は翌年の1000ギニーに優勝する馬だった。次戦はケンプトン競馬場のインペリアルステークス（6ハロン≒1206メートル）で、ホイスリングブイ(Whistling Buoy)を破って優勝した。2歳最後のレースはケンプトン競馬場で9月に行われたコーンウォリスステークス（5ハロン≒1005メートル）である。ブリースリー騎手を背に、8対13（2.625倍）の人気で出走したデリングドゥは牝馬のゴールデンアポロ(Golden Apollo)を僅差で破って優勝した。

### 3歳時（1964年）
デリングドゥは1964年（3歳時）には5回出走した。7月にグッドウッド競馬場のサセックスステークスでは、ローンロケット(Roan Rocket)に次ぐ2着になった。そのあとデリングドゥはニューベリー競馬場のハンガーフォードステークス（7ハロン≒1408メートル）に2対1（3倍）の人気で出て、この年の唯一の勝利を上げた。9月にはアスコット競馬場のクイーンエリザベス2世ステークスに出走し、アイルランドのリネカー(Linacre)に次ぐ2着になった。

### 4歳時（1965年）
4歳時、デリングドゥは6戦3勝の成績をあげた。サンダウン競馬場のキャヴェンディッシュステークス(Cavendish Stakes)に勝ち、フランスのドーヴィル競馬場のクインシー賞(Prix Quincey)で3着になった（勝馬はホワイトファイア(White Fire)）。9月にはグッドウッド競馬場のヴォルドーステークス（10ハロン≒2011メートル）に4対11（1.36倍）の人気で勝った。1か月後、クイーンエリザベス2世ステークスに2度めの挑戦をした。いつものようにブリースリー騎手が乗り、9対4（3.25倍）の人気で、バリシピティク(Ballyciptic)とマイナーポーション(Minor Portion)を退けて優勝した。

## 評価
デリングドゥは1963年（2歳時）のタイムフォーム誌による評価で131ポンドを与えられた。これは首位のサンタクロースとショウダウン(Showdown)より2ポンド低い。一方、イギリスで走った馬だけが対象のフリーハンデでは首位のタラハッシー(Tallahassee)から3ポンド下の130ポンドと評価された。

## 種牡馬時代
デリングドゥは現役を終えると種牡馬として成功した。代表産駒は1972年の2000ギニー優勝馬ハイトップで、ハイトップも種牡馬として成功した。1973年にはペレイド(en:Peleid)がセントレジャーステークスに勝って2頭目のクラシックウィナーになり、1978年にローランドガーデンズ(en:Roland Gardens)が2000ギニーを制して3頭目のクラシック勝馬になった。牝馬の代表産駒はスプリンターのスティルヴィ(Stilvi)でデュークオブヨークステークスやキングジョージステークスに勝った。スティルヴィは素晴らしい繁殖牝馬となり、タキュプス（Tachypous、ミドルパークステークス優勝）、＊ターナボス（アイルランドダービー優勝、日本輸入種牡馬）など複数の大レース優勝馬を産んだ。そのほかの主なデリングドゥ産駒では、＊ハンターコム（ジュライカップ・ナンソープステークス優勝）、ジャンエクルス（Jan Ekels、クイーンエリザベス2世ステークス優勝）がいる。デリングドゥは1978年1月に馬房の事故で怪我をして安楽死となった。

## 血統
| Derring-Doの血統           | Derring-Doの血統          | Derring-Doの血統 | （血統表の出典）       | （血統表の出典） |
| 父 Darius (GB) 1951        | 父の父Dante (GB) 1942     | Nearco           | Pharos                 | Pharos           |
| 父 Darius (GB) 1951        | 父の父Dante (GB) 1942     | Nearco           | Nogara                 |                  |
| 父 Darius (GB) 1951        | 父の父Dante (GB) 1942     | Rosy Legend      | Dark Legend            | Dark Legend      |
| 父 Darius (GB) 1951        | 父の父Dante (GB) 1942     | Rosy Legend      | Rosy Cheeks            |                  |
| 父 Darius (GB) 1951        | 父の母Yasna (GB) 1936     | Dastur           | Solario                | Solario          |
| 父 Darius (GB) 1951        | 父の母Yasna (GB) 1936     | Dastur           | Friar's Daughter       |                  |
| 父 Darius (GB) 1951        | 父の母Yasna (GB) 1936     | Ariadne          | Arion                  | Arion            |
| 父 Darius (GB) 1951        | 父の母Yasna (GB) 1936     | Ariadne          | Security               |                  |
| 母 Sipsey Bridge (GB) 1954 | 母の父Abernant (GB) 1946  | Owen Tudor       | Hyperion               | Hyperion         |
| 母 Sipsey Bridge (GB) 1954 | 母の父Abernant (GB) 1946  | Owen Tudor       | Mary Tudor             |                  |
| 母 Sipsey Bridge (GB) 1954 | 母の父Abernant (GB) 1946  | Rustom Mahal     | Rustom Pasha           | Rustom Pasha     |
| 母 Sipsey Bridge (GB) 1954 | 母の父Abernant (GB) 1946  | Rustom Mahal     | Mumtaz Mahal           |                  |
| 母 Sipsey Bridge (GB) 1954 | 母の母Claudette (GB) 1949 | Chanteur         | Chateau Bouscaut       | Chateau Bouscaut |
| 母 Sipsey Bridge (GB) 1954 | 母の母Claudette (GB) 1949 | Chanteur         | La Diva                |                  |
| 母 Sipsey Bridge (GB) 1954 | 母の母Claudette (GB) 1949 | Nearly           | Nearco                 | Nearco           |
| 母 Sipsey Bridge (GB) 1954 | 母の母Claudette (GB) 1949 | Nearly           | Lost Soul (F No. 21-a) |                  |

- デリングドゥは4代以内にネアルコの3x4の近親交配が行われている（3代前と4代前にネアルコが登場する）。